# Junior Angulo
Junior Angulo (14 de enero de 2000) es un deportista ecuatoriano que compite en judo. Ganó una medalla de bronce en los Juegos Panamericanos de 2019 en la categoría de –100 kg.

## Palmarés internacional
| Juegos Panamericanos | Juegos Panamericanos | Juegos Panamericanos | Juegos Panamericanos |
| Año                  | Lugar                | Medalla              | Categoría            |
| -------------------- | -------------------- | -------------------- | -------------------- |
| 2019                 | Lima (Perú)          | Medalla de bronce    | –100 kg              |